# Marmoulak
Marmoulak (persisch مارمولک Mārmulak, ‚Eidechse‘) ist ein iranischer Film aus dem Jahr 2004. Kamal Tabrisi führte Regie zu diesem zwar als Komödie angelegten Film, dessen subversive Untertöne und ironischen Einwürfe ihn jedoch zu einer sozialkritisch-moralisierenden Satire werden lassen. Die Hauptrolle spielte Parviz Parastui.

## Handlung
Der gewöhnliche Dieb Resa Marmulak wird bei einem Einbruchsversuch festgenommen, als er eine Hauswand beklettert. Im Gefängnis wird er vom Direktor der Anstalt gegängelt, der glaubt einen Erziehungsauftrag für die Gefangenen zu haben und das Gefängnis eine Heilanstalt nennt. Da Resa, wegen seiner Kletterkünste Marmulak (Eidechse) genannt, niemals eine Waffe bei seinen Überfällen trägt und nur aus Armut Verbrechen begeht, erträgt er es nicht, seine Strafe abzusitzen. Nach einem Selbstmordversuch schließt er im Gefängniskrankenhaus beim Fluchen über die Geistlichkeit Bekanntschaft mit einem Mann, dessen Name ebenfalls Resa und der – wie sich später herausstellt – ein Geistlicher ist. Dieser liest ihm aus dem kleinen Prinz vor und spricht Resa Mut zu, die Wege zu Gott zu finden seien zahllos und auch einem Gefangenen nicht versagt. Während der Geistliche duscht, schnappt sich Resa dessen Kleidung und flieht in geistlichen Gewändern und Sonnenbrille, wie sie auch Khatami trägt. Auf der Flucht gerät er an eine Gemeinde, die ihn für ihren neuen Prediger hält und wird in die Moschee eines kleinen Dorfes gebracht. Auch ein Provinzpolitiker benutzt ihn für seine Wahlkampagne, weil seit dem neuen Prediger Resa die Moschee der Gemeinde sich füllt. Von dort aus versucht Resa, der nicht einmal weiß wie man betet, zu fliehen, muss jedoch zugleich die Fassade des Dorfpredigers aufrechterhalten, denn die Polizei und allen voran der Gefängnisdirektor sind ihm auf der Spur.
Eine Auswahl an komischen Elementen:
- Ein Dieb ist im Gewand eines Geistlichen
- Er als Geistlicher bekommt kein Taxi, wird sogar fast angefahren und beschimpft. Als ihn endlich jemand mitnimmt, benutzt der Fahrer Resa, um eine Abkürzung nehmen zu können, die ein Polizist kontrolliert, der nur wegen des Geistlichen Gnade vor Recht ergehen lässt und setzt ihn an einem Ort ab, zu dem Resa gar nicht wollte.
- Resa übt, wie Geistliche zu reden und spricht Fernsehpredigern nach, die über Pulp Fiction, Internet und Chat diskutieren
- Er kann nicht beten
- Die zentrale Aussage „Wege zur Gottfindung sind unendlich und für jeden begehbar“ verdeutlicht er der Gemeinde anhand des Beispiels der Wege eines Einbrechers in ein Haus
- Fragen zum Verhalten, das im Islam nicht geregelt ist, beispielsweise, wie sich ein Astronaut und eine Astronautin bei Kontakt in der Schwerelosigkeit zu verhalten haben

## Trivia
- Der Film wurde zwei Monate nach der Fertigstellung unter widrigen Umständen veröffentlicht, da einige Geistliche den Film als beleidigend empfanden. Also wurde er einen Monat, nachdem er zu den Nourusfeiertagen in den Kinos erfolgreich anlief und als der Skandalfilm schlechthin Kinosäle füllte, verboten, so dass Iraner ihn nur noch unter der Hand in meist schlechter Qualität ansehen konnten.
- Man sagt, der etwas kräftige Parviz Parastui spielte alle Stunts selbst.

## Auszeichnungen
Der Film wurde auf dem Internationalen Fajr-Filmfestival ausgezeichnet.